# Veronica trifida
Veronica trifida är en grobladsväxtart som beskrevs av Donald Petrie. Veronica trifida ingår i släktet veronikor, och familjen grobladsväxter. Inga underarter finns listade i Catalogue of Life.